# Liste des établissements scolaires jésuites

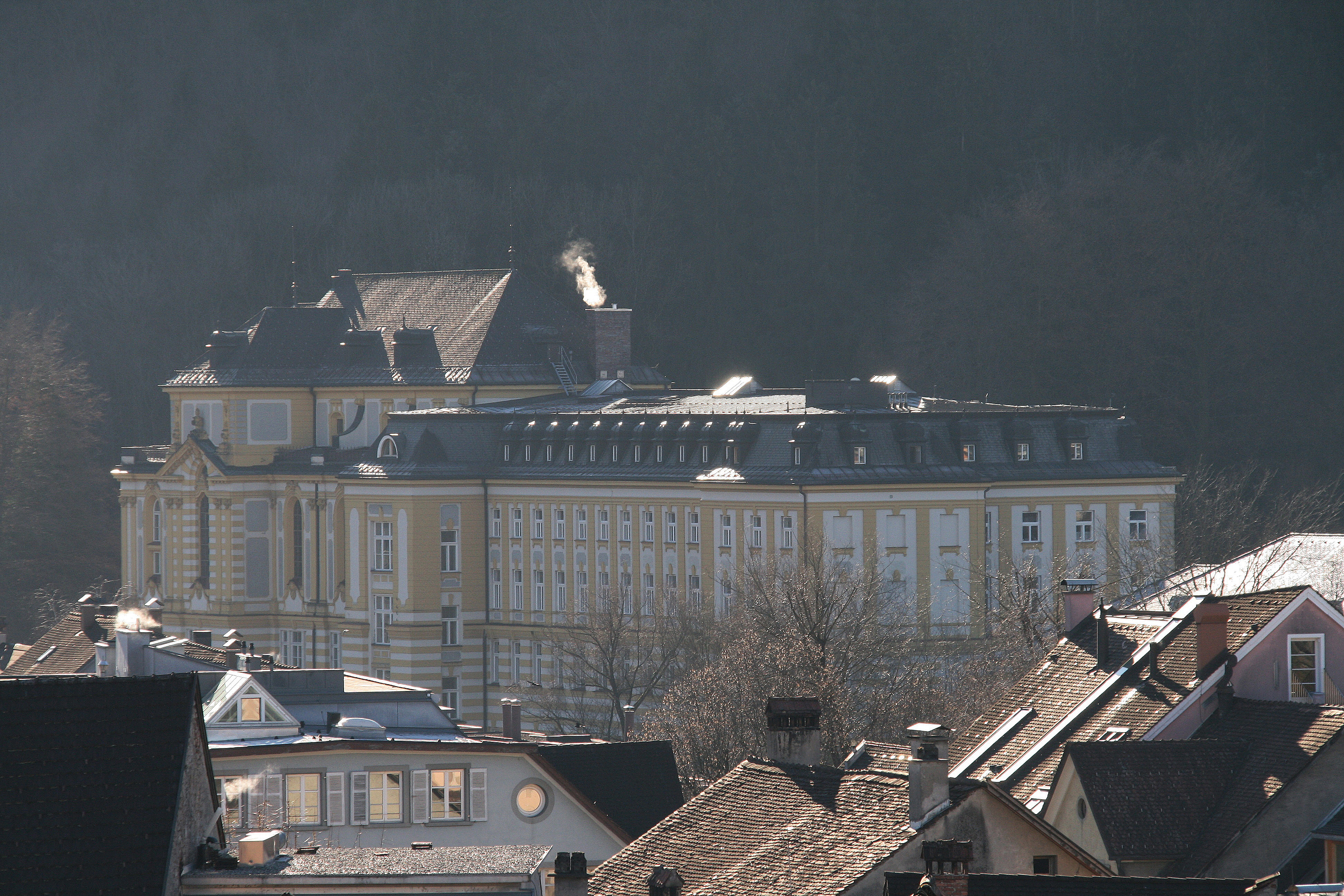
L'ancien collège Stella Matutina à Feldkirch (Autriche)

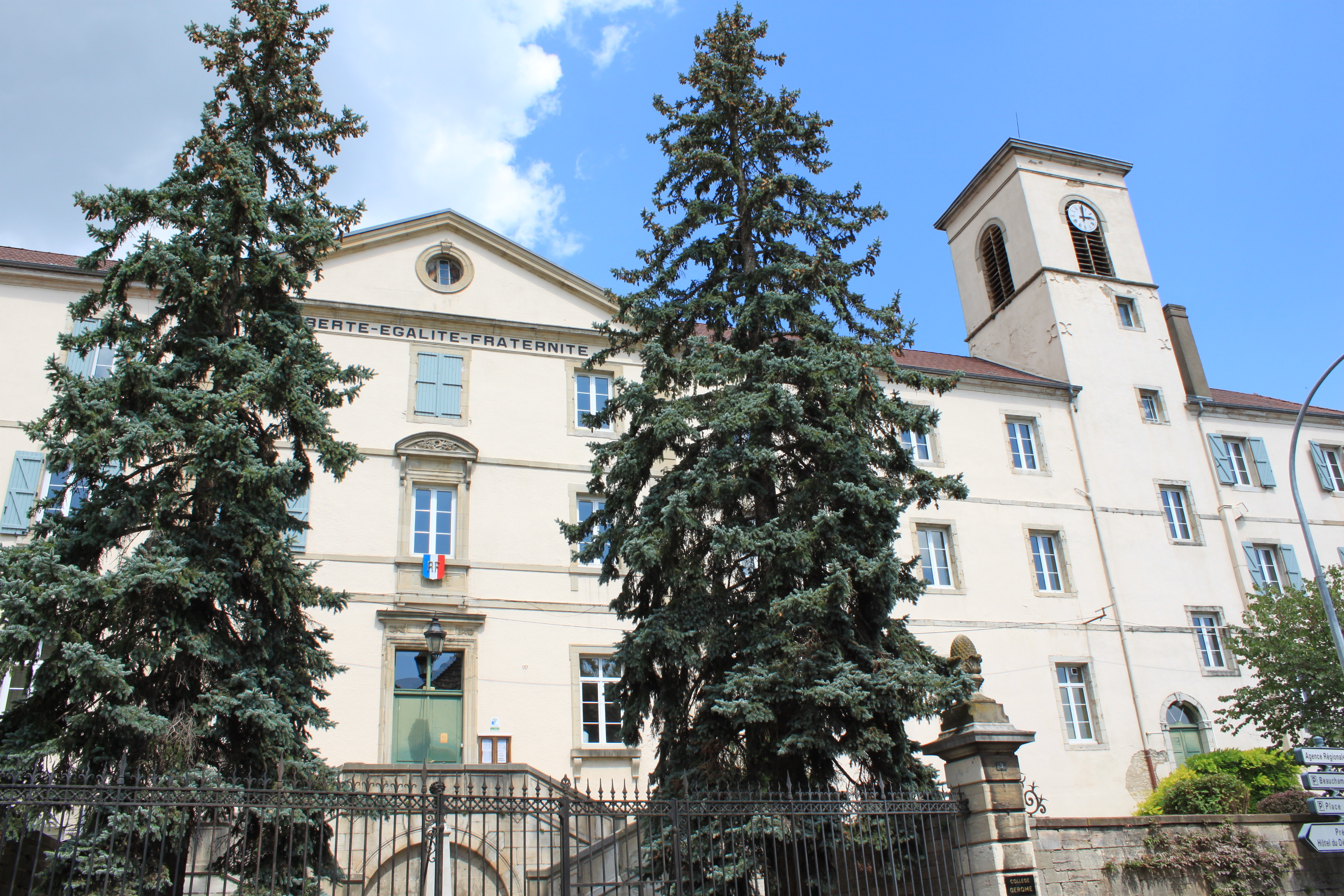
Le Collège Gérôme de Vesoul bâti en 1610 en tant que collège jésuite

Cet article dresse la liste des établissements scolaires jésuites à travers le monde. Depuis le XVIe siècle, la Compagnie de Jésus a fondé de nombreux établissements d’enseignement secondaire et universitaire, des séminaires et des facultés de théologie ou de philosophie. Suivant des principes définis dans leur Ratio Studiorum, ils y développèrent au fil des années un système éducatif que certains appellent « éducation jésuite ».

## En Afrique

### Égypte
- Collège de la Sainte-Famille, au Caire

### Cameroun
- Collège Libermann, à Douala

### Madagascar
- Collège Saint-Michel, à Antananarivo
- Université catholique de Madagascar, à Antananarivo
- Collège Immaculée-Conception, à Mananjary
- Collège Saint-François Xavier à Fianarantsoa

### République démocratique du Congo
- Collège Alfajiri, à Bukavu
- Collège Boboto, à Kinshasa
- Collège Bonsomi, à Kinshasa
- Collège Kubama,à Inkisi
- Collège N'temo, à Kasongo-Lunda
- Collège Sadisana, à Kikwit
- Collège Technique Mwapusukeni, à Lubumbashi (CTM)
- Institut technique et professionnel de Kikwit, à Kikwit (ITPK/Kikwit)

### Tchad
- Collège Charles Lwanga, à Sarh
- Complexe Saint François Xavier, à Ndjaména
- Lycée-Collège Technique Saint Robert Bellarmin, à  Kyabé

## En Amérique

### Argentine
- Université del Salvador (Buenos Aires)
- Centro Loyola (San Miguel, Buenos Aires)
- Université catholique de Córdoba

### Colombie
- Université pontificale Javeriana fondée en 1604 à Bogota

### États-Unis
- Université Fordham
- Université de Georgetown
- Université de Santa Clara
- Université de St-Louis, West Mississippi
- University of Detroit Jesuit High School and Academy

### Canada
- Collège Saint-Paul (Manitoba) (en)
- Université Sainte-Marie de Halifax
- Regis College (Université de Toronto)
- Collège Jean-de-Brébeuf
- Collège Saint-Charles-Garnier
- Ex-Collège Loyola (Montréal) (en), constituant de ce qui est devenu l'Université Concordia en 1974
- Ex-Collège Sainte-Marie, constituant de ce qui est devenu l'Université du Québec à Montréal (UQAM) en 1969
- Campion College (en)
- Saint Bonaventure's College (en)

### Uruguay
- Université catholique d'Uruguay

## En Asie

### Chine
- Université l'Aurore, à Shanghai, fermée en 1952

### Inde
- Collège Saint-Laurent, à Calcutta (Bengale-Occidental)
- Collège Saint-Xavier, à Calcutta (Bengale-Occidental)
- Loyola College, à Chennai (Tamil Nadu)
- Collège Saint-Joseph, à Darjeeling (Bengale-Occidental)
- Collège Saint-Xavier, à Delhi
- Collège Saint-Xavier, à Mumbai (Maharashtra)
- Andhra Loyola College à Vijayawada (Andhra Pradesh)

### Corée du Sud
- Université Sogang à Séoul

### Japon
- Université Sophia à Tokyo

### Liban
- Université Saint-Joseph de Beyrouth
- Collège Notre-Dame de Jamhour à Beyrouth

### Népal
- Collège Saint-Xavier de Godavari (Katmandou)
- Facultés universitaires Saint-Xavier

### Philippines
- Ateneo de Manille, à Manille.

### Taïwan
- Université catholique Fu-Jen

## En Europe

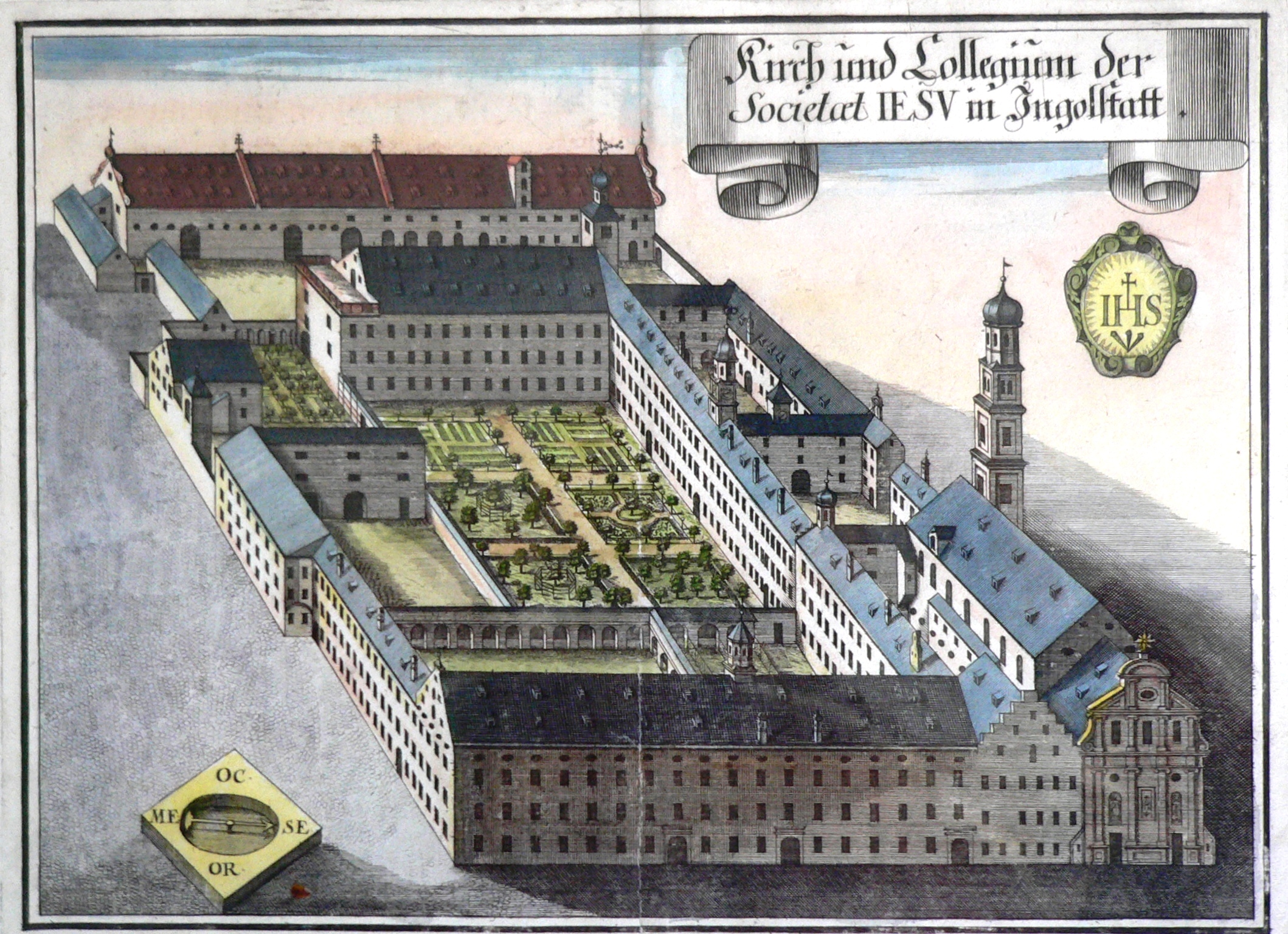
Collège jésuite d'Ingolstadt.

### Allemagne
- Aloisiuskolleg (Bonn)
- Canisius-Kolleg (Berlin)
- St.Matthias-Gymnasium de Breslau (fermé)
- Collège Saint-Jérôme de Dillingen (fermé)
- Collège jésuite d'Erfurt (fermé)
- Collège Saint-Blaise en Forêt-Noire
- Collège jésuite d'Ingolstadt (fermé)
- École supérieure de philosophie de Munich
- Collège jésuite de Münster (fermé)
- Collège jésuite de Passau (devenu Gymnasium Leopoldinum)

### Autriche
- Collège Stella Matutina à Feldkirch (fermé)

### Belgique
En communauté française de Belgique :
- Collège Saint-Michel à Bruxelles, 1604
- Centre scolaire du Sacré-Cœur de Charleroi
- IET Notre-Dame à Charleroi
- Collège Notre-Dame de la Paix à Erpent (Namur), 1610
- Collège de Godinne-Burnot (Saint-Paul) à Godinne et Profondeville
- Centre scolaire Saint-Benoît - Saint-Servais à Liège
- Collège Saint-Louis à Liège
- Centre scolaire Saint Stanislas à Mons
- Université de Namur à Namur
- Institut Saint-Francois-Xavier à Verviers
- Centre scolaire Saint François-Xavier à Verviers

En communauté flamande de Belgique :
- Sint-Jozefcollege à Alost, 1622
- Facultés universitaires Saint-Ignace à Anvers (Fait aujourd'hui partie de l'Université d'Anvers)
- Onze-Lieve-Vrouwecollege à Anvers
- Xaveriuscollege à Borgerhout
- Sint-Jan Berchmanscollege à Bruxelles
- Jan van Ruusbroeckollege à Bruxelles
- Sint-Barbaracollege à Gand
- Sint-Jozefcollege à Turnhout

### Bosnie-Herzégovine
- Lycée de l’Archevêché de Vrhbosna, fondé en 1882 à Travnik ; fermé en 1945 ; rouvert en 1999

### Croatie
- Lycée jésuite de Zagreb, fondé en 1607, devenu le lycée d'Haute-Ville
- Académie jésuite de Zagreb, fondée en 1669
- Collegium Ragusinum, fondé en 1658 à Dubrovnik; devenu lycée diocésain
- Faculté de philosophie de la Compagnie de Jésus (FFDI), fondée en 1989 à Zagreb
- Collège jésuite classique (IKG), fondé en 1998 à Osijek

### Espagne
- ESADE (Barcelone et Madrid)
- Université de Deusto (Bilbao et Saint-Sébastien)
- Université pontificale de Comillas (Madrid)

### France

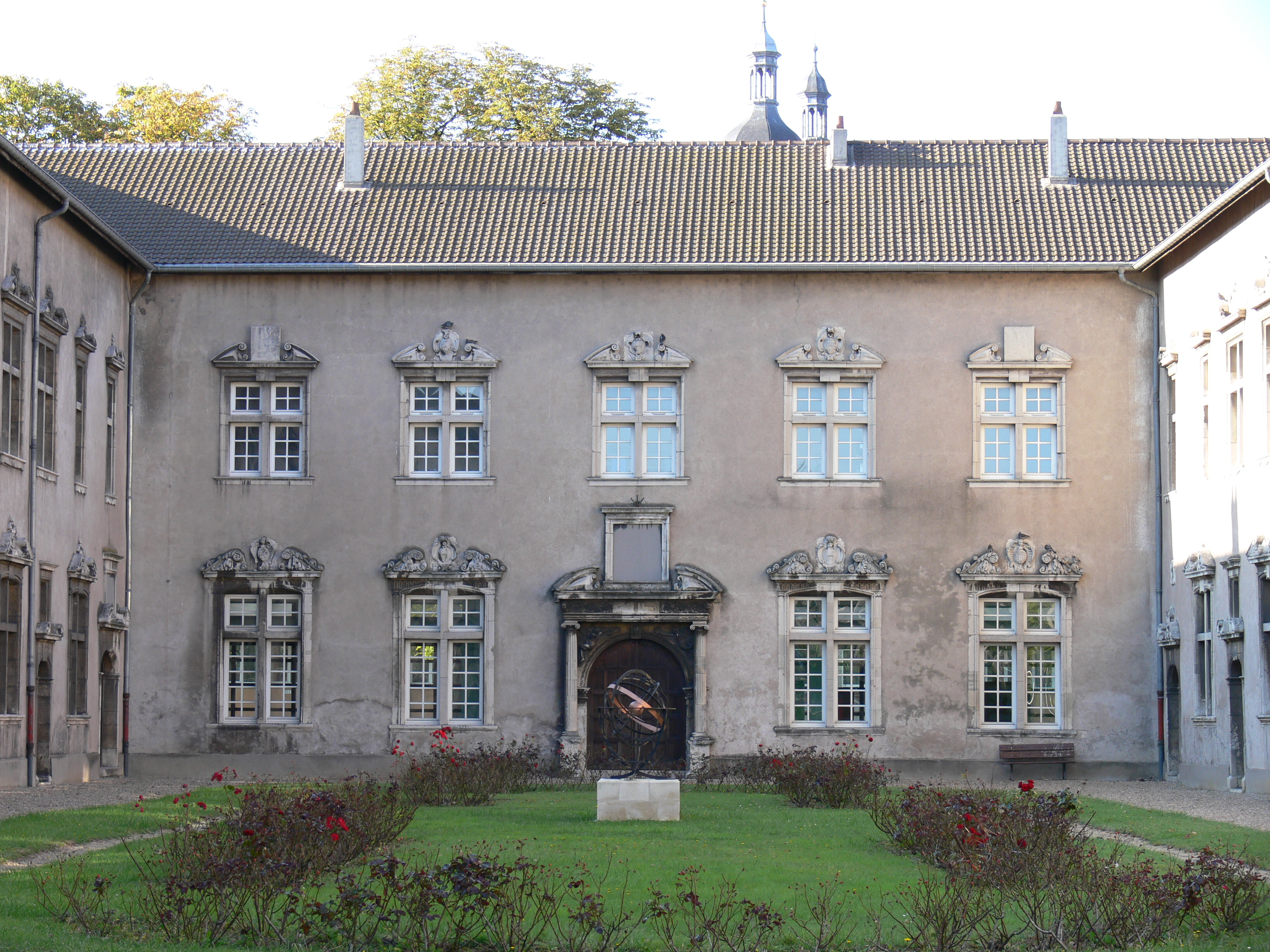
L'ancienne université de Pont-à-Mousson.

Les principaux établissements fondés en France sont, par ordre chronologique :
- Collège de Billom, le premier fondé en France en 1556 par Guillaume Duprat, évêque de Clermont et fils du chancelier Anthoine Duprat ; Guillaume Duprat prendra connaissance des jésuites lors du Concile de Trente[1]
- Collège de Cambrai (1563), à l'époque où la ville appartenait aux Pays-Bas espagnols;
- Collège de Mauriac, fondé en 1563, également par Guillaume Duprat ; actuel lycée Marmontel
- Collège de Tournon, fondé en 1536 par le cardinal François de Tournon, et confié aux jésuites en 1560 ; université de 1604 à 1626.
- Collège de Clermont, fondé en 1563, sur la base du don testamentaire voulu par Guillaume Duprat ; actuel lycée Louis-le-Grand à Paris, rue Saint-Jacques
- Collège des Jésuites de Toulouse, fondé en 1567 et actuel Lycée Pierre-de-Fermat.
- Collège d'Anchin (actuel lycée Albert-Châtelet), fondé en 1568 à Anchin, près de Douai
- Collège des Jésuites de Saint-Omer fondé en 1568 ; actuel Lycée Alexandre-Ribot
- Université de Pont-à-Mousson, fondée en 1572 par le duc Charles III de Lorraine et le cardinal de Lorraine ; actuel lycée Jacques Marquette
- Maison professe de Paris, fondée en 1580 ; actuel lycée Charlemagne et église Saint-Paul-Saint-Louis
- Collège des Godrans, à Dijon, fondé en 1581 par Odinet Godran, président au Parlement de Bourgogne, actuellement bibliothèque patrimoniale et d'étude de la Bibliothèque municipale de Dijon
- Collège Jésuite du Puy, fondé en 1605[2] devenu Collège Lafayette
- Le Collège des Jésuites de Valenciennes (1581)
- Noviciat des Jésuites d'Avignon de 1589 à 1773, actuellement hôtel, et siège de l'Institut supérieur des techniques du spectacle d'Avignon
- Collège de Pamiers, créé en 1543 à Pamiers, confié aux jésuites de 1590 à 1762 ; aujourd'hui collège Salinis (établissement laïc)[3]
- Collège de Périgueux, fondé par les consuls en 1531 et confié aux jésuites en 1592 ; devenu une École centrale en 1793, puis l'hôtel de préfecture de la Dordogne en 1809, et des Archives départementales, il accueille depuis 1996 l'Espace culturel François-Mitterrand
- Collège de Bourbon, en 1593, à Rouen ; actuel lycée Pierre-Corneille
- Collège des Jésuite de Bastia (1601), aujourd'hui collège Simon Vinciguerra
- Collège des Jésuites d'Arras (1603)
- Collège de La Flèche, à La Flèche, fondé en 1603 ; devenu en 1808 le Prytanée national militaire, lycée préparant aujourd'hui aux écoles militaires
- Collège Gérôme, en 1603, à Vesoul
- Collège des Jésuites de Poitiers, en 1604, sur lettres patentes du roi Henri IV [4]
- Collège des Jésuites de Reims, créé en 1608, locaux utilisés par Sciences Po
- Collège des Jésuites de Saintes, fondé en 1608
- Collège du Mont, occupé par les jésuites à partir de 1608 et rendu à l'université de Caen en 1762 (fermé définitivement en 1803 et détruit en 1944)
- Noviciat des Jésuites de Paris, fondé en 1610 rue du Pot-de-Fer-Saint-Sulpice (aujourd'hui rue Bonaparte), fermé en 1762 et détruit en 1806
- Collège des Jésuites de Roanne, fondé en 1611 dans le manoir de Chènevoux, à Roanne ; devient École centrale du département de la Loire de 1796 à 1803 ; actuel lycée Jean-Puy
- Collège des Jésuites d'Aix-en-Provence ou Collège Royal Bourbon, collège municipal repris par les jésuites en 1621
- Collège de Jésuites de La Rochelle confié aux jésuites en 1629
- Collège de Béziers[5], fondé en 1637
- Collège de Pau, sur un terrain concédé par Louis XIII après 1620, achevé en 1640 et devenu l'actuel Lycée Louis-Barthou
- Lycée Fustel-de-Coulanges de Strasbourg, ancien Collège royal, fondé en 1685
- Collège de Haguenau fondé en 1730 et dissout en 1776 (transformé en caserne de cavalerie, actuelle maison de retraite)
- Collège Saint-Joseph de Sarlat, fondé en 1850
- Lycée Notre-Dame-de-Mongré, fondé en 1850 à Villefranche-sur-Saône
- Collège Saint François de Sales Evreux, occupé par les jésuites à partir de 1882
- École de Provence, à Marseille
- Lycée Sainte-Geneviève, fondé en 1854 à Versailles dans les locaux de l'ancien noviciat des jésuites
- Externat Saint-Joseph de Lyon, fondé en 1871 ; aujourd'hui lycée Saint-Marc
- Lycée Saint-Joseph de Reims fondé en 1874
- Lycée Saint-Louis-de-Gonzague, fondé en 1894 à Paris
- Lycée Saint-Joseph de Tivoli, à Bordeaux
- Lycée La Providence, à Amiens
- Lycée Saint-François-Xavier, fondé en 1850 à Vannes
- Lycée Saint-Joseph d’Avignon, à Avignon
- Lycée La Trinité de Lyon
- Collège Fénelon de Lyon
- Lycée Notre-Dame-de-Sainte-Croix, au Mans
- Lycée Sainte-Marie, à Saint-Chamond
- Lycée Saint-Michel, à Saint-Étienne
- Lycée Le Marais-Sainte-Thérèse, à Saint-Étienne
- Lycée Le Caousou à Toulouse
- Collège Saint-Joseph, à Lille (fusionné en 1968)
- Institut catholique d'arts et métiers (ICAM), à Lille puis à Nantes, Toulouse et Paris
- Université de Molsheim (sous le Saint-Empire romain germanique puis le règne de Louis XIV, 1617[6] - 1702 (fusionnée avec l'université de Strasbourg par Louis XIV))

Le collège d'Harcourt (actuel lycée Saint-Louis), fondé en 1280 et dépendant de l'université, s'opposa aux jésuites. Jean-Jacques Olier (fondateur du premier séminaire en France), qui tint sa vocation de François de Sales, y fut formé.
Gabriel Compayré, grand historien de l'éducation au XIXe siècle, a écrit sur l'enseignement jésuite.

### Italie
- Collège Sant'Ignazio al Mercato de Naples, fermé en 1767
- Université pontificale grégorienne (Rome)
- Institut Pontifical Oriental
- Université de Sassari

### Malte
- Collège Saint-Louis, à Birkirkara

### Pologne
- École supérieure de philosophie et de pédagogie "Ignatianum" de Cracovie

### République tchèque

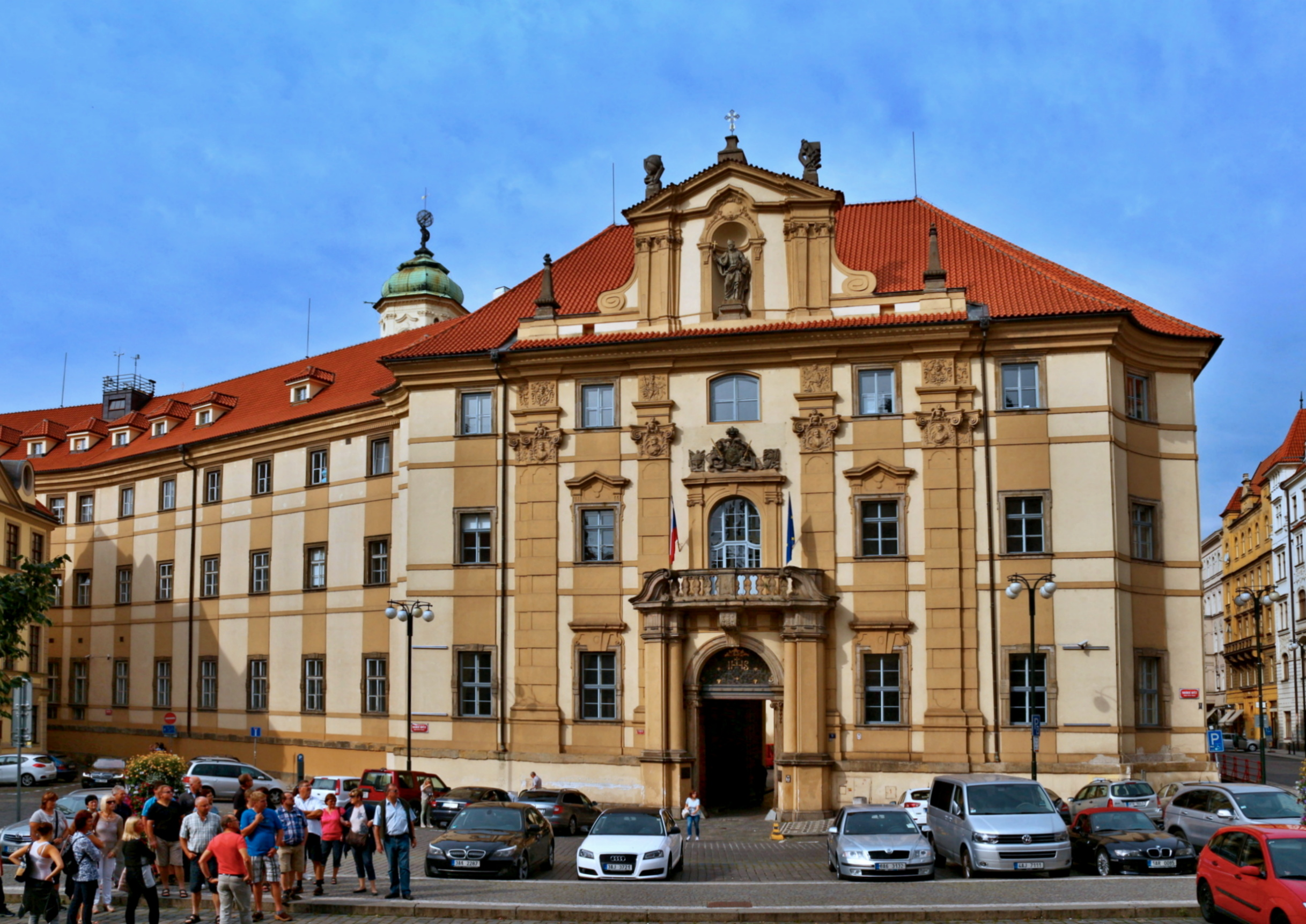
Vue du Clementinum en 2008.

- Collegium Clementinum de Prague (devenu université de Prague)
- Collège de Kutná Hora

### Suisse
- Collège Saint-Michel (Fribourg) (non-jésuite aujourd'hui)

### Ukraine
- Collège des jésuites d'Ivano-Frankivsk.
- Collège des Jésuites (Lviv).
- Collège des Jésuites (Loutsk).

## En Océanie

### Australie
- Collège Saint-Ignace (Riverview), à Sydney
- Collège Lycée Saint Aloysius, à Sydney